# Creu del Poble Espanyol

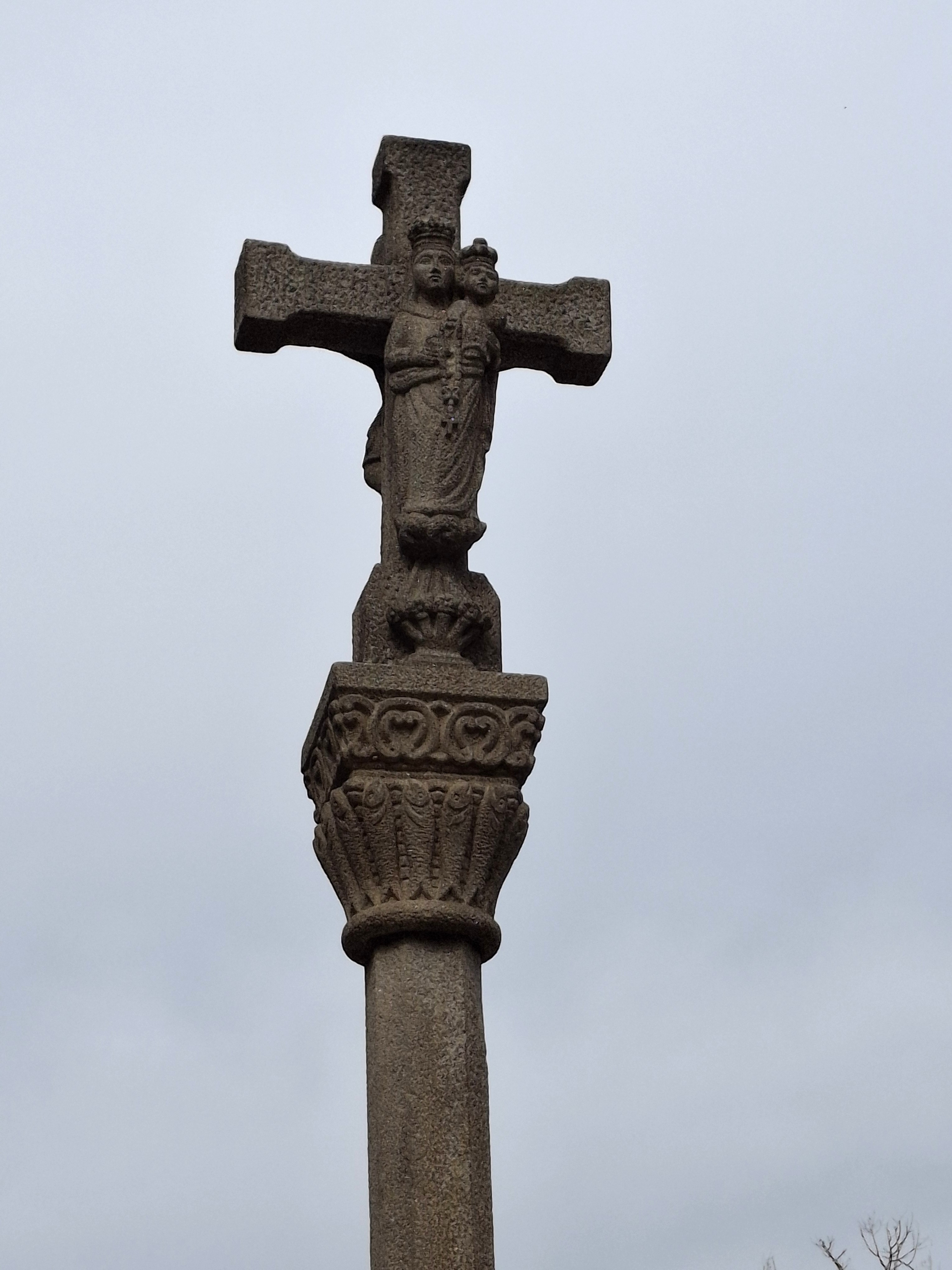
Detall del revers de la creu

La Creu del Poble Espanyol és una creu de terme situada davant del recinte del Poble Espanyol, a la muntanya de Montjuïc de Barcelona (Barcelonès).
La creu, obra de l'escultor Eduardo Parrado Conde, fou un obsequi de l'alcalde de Santiago de Compostela a la ciutat de Barcelona, perquè fos posada davant del Poble Espanyol. Feta amb pedra artificial, mesura: 5,38 x 2,08 x 2,08 metres. Es va col·locar l'any 1970.
Dins del recinte del Poble Espanyol hi ha una altra creu de terme, que és una reproducció de la Creu de terme del Lloret, d'Ulldecona (Montsià).